# Muntinlupa
Muntinlupa (pronunciación: [muntin'lupaʔ]) es una ciudad filipina del extremo sur de Gran Manila. Limita con Taguig al norte, Parañaque al noroeste, Las Piñas al oeste, Bacoor al sudoeste, San Pedro al sudeste y el lago más grande del país, la laguna de Baý, al este. Se llama la ciudad esmeralda (distinto de Seattle, que tiene el mismo apodo) y según el censo de 2000 tiene 379 310 habitantes.
Muntinlupa es la sede de unos de los mejores establecimientos comerciales de la metrópoli y también es donde se encuentra el barangay Ayala Alabang, una de las comunidades residenciales más grandes del país y donde viven muchos de los ciudadanos más ricos, famosos y poderosos de Filipinas. Entre los residentes más conocidos del barangay se encuentran el expresidente filipino Fidel V. Ramos, el artista Vic Sotto, el actor Aga Muhlach y su esposa y actriz Charlene González, y el príncipe de Brunéi.